# John F. Carroll
John F. Carroll, född 1932, död 1969, var en amerikansk man som med sin längd 264 cm är den tredje längsta dokumenterade människan någonsin. Han led av gigantism, vilket orsakas av onormalt stor ökning av tillväxthormon.
John F. Carroll föddes i Buffalo och är även känd som Buffalo Giant i medicinsk litteratur. Han började växa i snabb takt vid 16 års ålder ända fram till sin död.